# الدوري التونسي لكرة اليد 1997–98
الدوري التونسي لكرة اليد 1997-1998 هو الدورة 43 من الدوري التونسي لكرة اليد للرجال.
فاز بهذا الموسم النادي الإفريقي.

## روابط خارجية
- الموقع الرسمي للجامعة التونسية لكرة اليد.